# Verrerie Chappuy
La verrerie Chappuy est autorisée par ordonnance royale n° 17 272 du 12 janvier 1843 au profit de Louis Chappuy à Frais-Marais; hameau de Douai dans le département du Nord pour une fabrication de verre blanc à vitres et à bouteilles. Elle deviendra par la suite la Société Anonyme des Verreries à Bouteilles du Nord à la suite de l'absorption de trois autres verreries.

## Un peu d'histoire
Des opposants à l'installation de la verrerie Chartier à Douai-Dorignies l'oblige à construire au centre de la parcelle avec une cheminée de 20 mètres. Ces contraintes sont également appliquées à Louis-François Chappuy qui est également autorisé en 1842 à une verrerie à Frais-Marais. Elle lui sera accordée sous réserves qu'elle soit construite au centre du terrain avec une cheminée de 20 m pour ne pas gêner le voisinage. 
La verrerie s’établit sur les bords de la Scarpe canalisée dans une situation pour recevoir les matières premières et écouler ses produits.

## Verrerie Louis Chappuy
Louis Chappuy est né le 5 octobre à Saint-Dié-des-Vosges et décède en 1878
La famille Chappuy est originaire des Vosges. Son berceau est la petite ville de Mirecourt. Le père de Louis Chappuy avait été commissaire des guerres sous Napoléon Ier, il rentra, après l'écroulement de l'Empire, et fut nommé à Douai receveur principal des contributions indirectes et entreposeur des tabacs.
Louis-François Chappuy étudia l'art de la verrerie dans sa région natale ; les Vosges et dès 1841, se mit résolument à l’œuvre. Il fut d'abord chargé de la construction et de la direction d'une verrerie au Havre, mais, pour se rapprocher de son père, il entreprend de fonder un établissement analogue près de Douai.
C'est au hameau de Frais-Marais qu'il en choisit l'emplacement.
« L'usine de Frais-Marais fut construite entre le canal de la Scarpe et la grande route de Douai à Lille, placée ainsi de façon à recevoir facilement les matières premières, comme à expédier les produits de sa fabrication, ainsi favorablement située, dirigée avec une volonté ferme et prudente, une vigilance de tous les instants et une réelle entente commerciale. Louis Chappuy prit part à beaucoup d'expositions industrielles et y fut l'objet des distinctions les plus flatteuses. Un diplôme d'honneur, 2 médailles d'or, un rappel de médaille d'or, 3 médailles d'argent, 6 médailles de bronze et autant de mentions honorables forment les titres de noblesse de la verrerie de Frais-Marais. »
Le 4 septembre 1849, Louis Chappuy délivre un brevet d'invention pour la fabrication de la chaux.
La verrerie occupe 60 ouvriers en 1850, puis prospéra pour en compter jusqu’à 150 par la suite.
En 1855, elle fabrique annuellement plus d'un million de bouteilles et 40.000 dames-jeannes. Les trois-quarts de ses produits sont destinés à l'exportation. Elle fait des dames-jeannes de 50 à 100 litres de contenance et qui ne pèsent que 10 à 18 kilogrammes. La confection de ces vases, qui sont soufflés dans moules présente de grandes difficultés d'exécution.
Les relations que Louis Chappuy avait conservées au Havre lui donnèrent la facilité de nouer de fructueux rapports avec l'Amérique, où il expédiait chaque année notamment une grande quantité de dames-jeannes.
L'installation de cette verrerie attirera d'autres implantations, des constructions de logements, d'école et d'église apportant une expansion de ce hameau qui ne comportait que quelques maisons. Par ailleurs, il se lança dans plusieurs œuvres de charité pour le bien-être de ses ouvriers et de la population de Frais-Marais (voir l'article détaillé).
Le 19 novembre 1859, le conseil des prud'hommes de Douai ordonne a Louis Chappuy la régularisation du livret (de travail) de M Georges, et condamne Louis Chappuy à payer M. Georges onze journées de travail à titre de dommages et intérêts.

## Verrerie Georges Chappuy

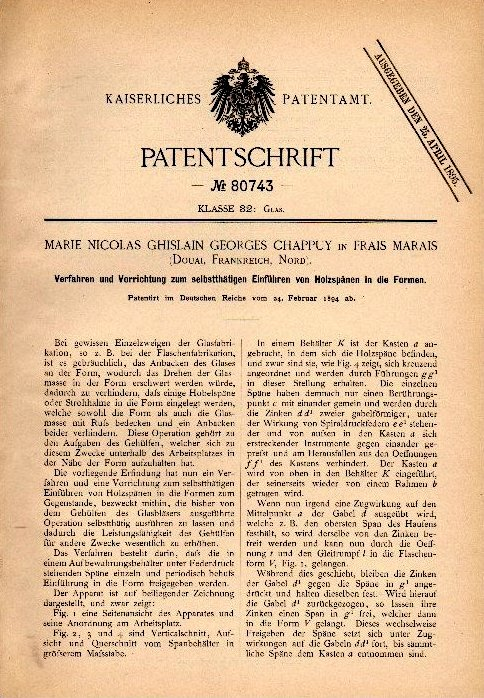
Georges Chappuy Patentschrift

Marie Louis Nicolas Guislain Georges Chappuy, maître de verrerie, nait à Douai au hameau de Frais-Marais; le 30 novembre 1854 est le fils de Louis-François Chappuy et de Laure-Sophie-Louise Chevillart .
En 1878, a la mort de son père, Georges Chappuy reprend la direction de la verrerie. La verrerie Chappuy occupe 300 ouvriers en 1908.
Georges Chappuy sera :
- Vice-président du Syndicat des Maîtres de verreries de France (1889 à 1899)[8];
- Vice président de l'Association des verreries à bouteilles du Nord (1898 à 1910)[8];
- Membre (1887), vice président (1903) puis président de la Chambre de Commerce de Douai[8];
- Président en 1904 et membre durant 23 ans du Conseil des Prud’hommes de Douai[8];
- Conseiller honoraire au Ministère du Commerce et de l'Industrie (1922)[9]
- Administrateur de la Banque de France[8].

Il obtient les distinctions:
- Médaille d'Honneur du Conseil des Prud'hommes (1907);
- Chevalier de la Légion d'honneur, décoré par Paul Hayez,  (1910);
- Médaille d'or à l'Exposition universelle de Londres;
- Médaille d'Honneur de la Société d'Encouragement du Bien;
- Diplôme d'Honneur du Ministère de l'Intérieur, pour son dévouement aux populations vcitmes de la guerre;
- Officier de la Légion d'honneur, décoré par Paul Lemay, (1925);

Pendant la guerre, il s'occupa activement des sinistrés, ainsi que des prisonniers des régions libérées et faisait partie de nombreux groupements qui s'intéressaient à leur sort,.
Georges Chappuy décède de pneumonie à son domicile au 8 rue boulevard Delbecque à Douai, à l'âge de 79 ans, le 7 novembre 1933. Dans cette habitation ont logé, l'empereur Guillaume II et le prince Eitel-Frédérick, durant un séjour en France occupée.

### Invention du Transporteur de Bouteilles
Georges Chappuy invente et teste en 1900 un transporteur à bouteilles et autres objets en verre à l'état incandescent depuis la place où ils sont façonnés jusqu'au four à recuire. Cet investissement permettra de réduire le travail des enfants.
L'inspecteur du travail François Fagnot en tire les conclusions suivantes :
« Le transporteur qui fonctionne chez lui depuis quatre ans lui donne entière satisfaction. Avant l'installation des transporteurs, il occupait 50 porteurs. Il n'en a plus que 15 à 18 occupés à cet emploi pour le même nombre de places.

Sans parler de ses avantages au regard de l'hygiène et de la sécurité, le transporteur réduit si heureusement le nombre des enfants occupés à porter les bouteilles qu'il est maintenant possible de supprimer le travail de nuit pour les porteurs. Les quelques enfants employés aux transporteurs pourront être remplacés, la nuit, par des manœuvres occupés le jour, par alternances, à des travaux de cour. Il y aura pour le patron une augmentation de dépenses que l'économie réalisée par l'emploi du transporteur lui permettra de supporter. »
Concernant les cueilleurs François Fagnot relève :
« En ce qui touche les cueilleurs, la solution ne lui semble possible que lorsque la fabrication de la bouteille pourra se faire à la machine, ce qui ne saurait beaucoup tarder.>br>
La question est à l'étude, en ce moment, aux États-Unis, en Allemagne, en Angleterre, en Belgique, en France, dans tous les pays. On propose aux verriers français d'acheter des licences pour l'emploi du brevet de la machine Owens, qui supprime complètement la main-d’œuvre du verrier. »
Charles Delzant par la Voix des verriers et dans Les Temps nouveaux dénoncera ce rapport ajoutant que l'inspecteur du travail manger à la table des patrons.

### Grèves
Une grève générale nationale, dans les 42 verreries à bouteilles (verrerie noire), est lancée le 9 octobre 1891.
Le 20 octobre 1891 deux tiers des ouvriers demandent à M. Chappuy la reprise du travail mais celui-ci reste solidaire de ses collègues patrons se remettant aux négociations en cours à Paris. Le lendemain les grévistes redemandent la reprise, comme un four sur trois est en chauffe; une réembauche de 34 ouvriers est lancée le jour même. À la verrerie Chartier de Dorignies à Douai la grève continue

## Verreries à Bouteilles du Nord

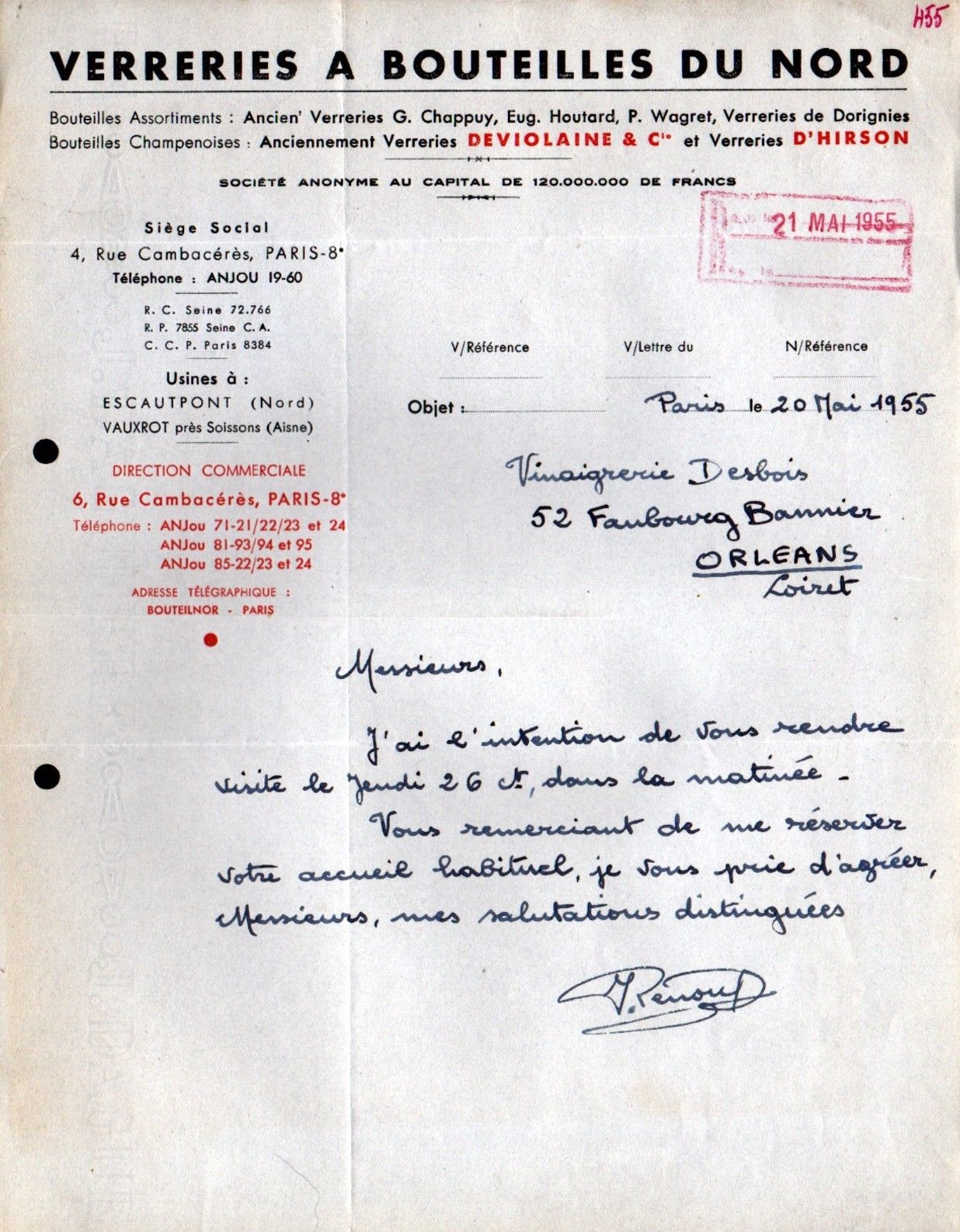
papier à entête des Verreries a Bouteilles du Nord en 1955

À la suite de la destruction de la Verrerie Chappuy en 1914, Georges Chappuy fondera la Société Anonyme des Verreries à Bouteilles du Nord qui est issue de l’absorption de quatre verreries : la verrerie Houtart (à Denain), la verrerie Paul Wagret & Compagnie (à Escautpont), la verrerie de Dorignies (à Douai) et la verrerie Georges Chappuy (à Frais-Marais).
Le siège social est situé à Paris, au 10 rue des Saussaies. Georges Chappuy est président du Conseil d'Administration. Lucien Delloye (directeur général des Glaceries de Saint-Gobain, Chauny et Cirey) est vice-président. Firmin et Charles Houtart sont administrateurs délégués. Le capital est de 12 millions de francs en 1925 et 17 millions en 1935.
La verrerie fabriques des bouteilles de tous genres, des bocaux, des dames-jeannes, des bonbonnes, des touries pour acides, des barils en verre, des briques en verre soufflé. Elle a des clients prestigieux comme Moët & Chandon.
Les Manufactures des glaces et produits chimiques de Saint-Gobain, Chauny et Cirey prend des participations en 1918, de la Société Anonyme des Verreries à Bouteilles du Nord, et prend le contrôle de la verrerie.
Elle continue d’exercer sans changer de nom. De 1937 à 1945, la verrerie à bouteilles de Vauxrot (ancienne verrerie Deviolaine) est progressivement rachetée. Les verreries de Frais-Marais, Denain et Douai sont progressivement fermées au profit des verreries d’Escaupont et Vauxrot. Son capital est de 120 millions en 1955.
Le 17 juillet 1961, la société anonyme est radiée pour cause de fusion-absorption par Saint-Gobain.
Une société anonyme est alors recréée par Saint-Gobain en 1972, elle est renommée Verallia en 2010.
En juin 2015, Saint-Gobain annonce la vente de sa filiale Verallia au fonds d'investissement Apollo Global Management pour 2,95 milliards d'euros.
En 2016, Verallia est le troisième producteur mondial de l'emballage en verre pour les boissons et les produits alimentaires, la société a produit près de 16 milliards de bouteilles et pots en verre destinés aux marchés des vins tranquilles et pétillants, spiritueux, produits alimentaires, bières et boissons non alcoolisées.